# 54 (tal)
54 (femtiofyra) är det naturliga talet som följer 53 och som följs av 55.
- Hexadecimala talsystemet: 36
- Binärt: 110110

## Talteori
- Delbarhet: 1, 2, 3, 6, 9, 18, 27, 54
- Antal delare: 8
- Summan av delarna: 120
- Primfaktorisering: 2 · 33
- 54 är ett jämnt tal.
- 54 är ett Leylandtal.
- 54 är ett nonadekagontal.
- 54 är ett aritmetiskt tal.
- 54 är ett Praktiskt tal.
- 54 är ett palindromtal i det oktala talsystemet.

## Inom vetenskapen
- Xenon, atomnummer 54
- 54 Alexandra, en asteroid
- Messier 54, klotformig stjärnhop i Skytten, Messiers katalog